# Charlie Brown (giocatore di football americano 1958)
Charles Brown (Charleston, 29 ottobre 1958) è un ex giocatore di football americano statunitense che ha militato nel ruolo di wide receiver nella National Football League (NFL).

## Carriera
Brown al college giocò a football alla South Carolina State University. Fu scelto nel corso dell'ottavo giro (201º assoluto) del Draft NFL 1981 dai Washington Redskins. Debuttò con la squadra nella stagione successiva, venendo subito convocato per il Pro Bowl e andando a vincere il Super Bowl XVII contro i Miami Dolphins a fine anno. Fu scambiato con gli Atlanta Falcons il 26 agosto 1985, in cambio della guardia Pro Bowler R.C. Thielemann. Era soprannominato "Good ol' Charlie Brown" in riferimento alla celebre striscia di fumetti.

## Palmarès

### Franchigia
- Super Bowl : 1

Washington Redskins: XVII
- National Football Conference Championship: 2

Washington Redskins: 1982, 1983

### Individuale
- Convocazioni al Pro Bowl: 2

1982, 1983
- PFWA All-Rookie Team - 1982